# Ореховка (Чучковский район)

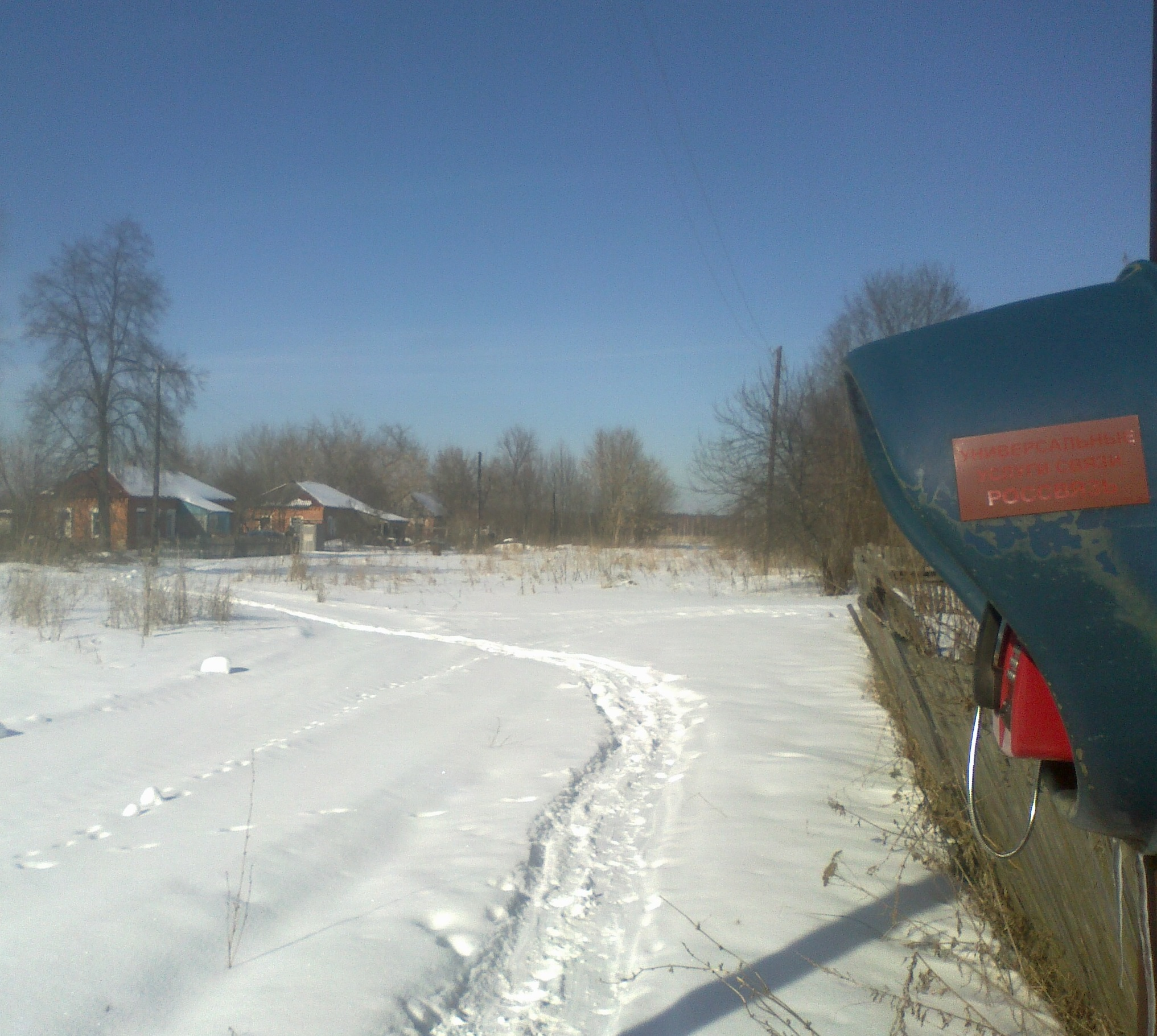
д. Ореховка ул. Вишневая

Ореховка — деревня в России, расположена в Чучковском районе Рязанской области. Входит в состав Пертовского сельского поселения.

## История
Входила в Пертовский сельский округ.
С 7 октября 2004 года входит в Пертовское сельское поселение.

## Население
| 1981 | 2010 |
| ---- | ---- |
| 30   | ↘3   |

## Инфраструктура
Личное подсобное хозяйство.

## Транспорт
Автомобильный и железнодорожный транспорт. Ближайшая железнодорожная станция «Чучково» Рязанского направления Московской железной дороги.